# 維拉的一生
《維拉的一生》（英語：Life of Villa）是一部1912年的無聲戰爭記錄影片集，於墨西哥革命期間所拍攝的。儘管有些場景，因為是在某些真實事件發生之後，才重新設置的，但是這部電影真實記錄了，當時在墨西哥革命的戰爭中，龐丘·維拉推翻當時的獨裁者波費里奧·迪亞斯。

## 演員
- Don Luis Terrazas 飾演 他自己
- 龐丘·維拉 飾演 他自己

## 外部連結
- 互联网电影数据库（IMDb）上《維拉的一生》的资料（英文）